# Biserna paprat
Biserna paprat (lat. Onoclea), monotipski rod paprati iz porodice Onocleaceae, dio reda osladolike. Jedina vrsta je O. sensibilis, močvarmna trajnica iz istočne Azije i Sjeverne i Srednje Amerike
- O. sensibilis
- O. sensibilis
- O. sensibilis
- O. sensibilis

## Sinonimi
- Angiopteris Mitch. ex Adans.
- Calypterium Bernh., Schrad.
- Pteridinodes Kuntze
- Ragiopteris C.Presl
- Riedlea Mirb.

## Vanjske poveznice
|  | Zajednički poslužitelj ima još gradiva o temi Onoclea |
|  | Wikivrste imaju podatke o taksonu Onoclea             |